# Plymouth Council for New England

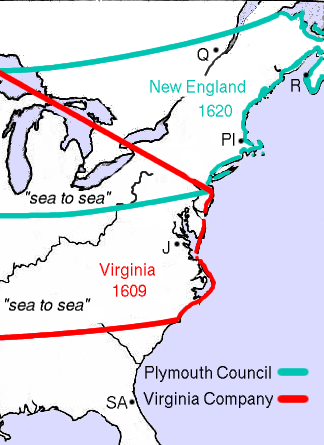
Kaart van de gebieden die werden toegewezen aan de Plymouth Council en de Virginia Company.

De Plymouth Council for New England was een Engelse naamloze vennootschap die in 1620 werd opgericht als de opvolger van de Plymouth Company. De compagnie stond tijdens haar bestaan onder de leiding van Ferdinando Gorges. In een koninklijk charter gaf koning Jacobus I van Engeland het vennootschap toestemming om nederzettingen te bouwen in New England, tussen de 40e en 48e parallel. Negen jaar later werd de Plymouth Council overvleugeld door de Massachusetts Bay Company, die zowel de landen als de charters van de compagnie overnam.